# Microsoft Visio
Microsoft Visio – składnik pakietu aplikacji biurowych Microsoft Office służący do tworzenia schematów i diagramów. Do roku 2000 program był rozwijany przez przedsiębiorstwo Visio, które zostało przejęte przez Microsoft. Od wersji 2003 dostępny w polskiej wersji językowej.

## Opis narzędzia
Microsoft Visio to zaawansowane narzędzie do tworzenia diagramów i grafiki wektorowej, które umożliwia użytkownikom wizualizację skomplikowanych informacji w przystępny sposób. Dzięki szerokiej gamie szablonów i kształtów, Visio pozwala na łatwe tworzenie schematów blokowych, diagramów sieciowych, planów pomieszczeń czy schematów organizacyjnych. Integracja z innymi aplikacjami pakietu Microsoft 365, takimi jak Excel czy PowerPoint, umożliwia płynne przenoszenie danych i prezentowanie ich w formie diagramów. Dodatkowo, Visio oferuje funkcje współpracy w czasie rzeczywistym, co ułatwia zespołom wspólne tworzenie i edytowanie diagramów, niezależnie od miejsca, w którym się znajdują.